# تشارلز ميتشيل توماس
تشارلز ميتشيل توماس (بالإنجليزية: Charles Mitchell Thomas)‏ هو ضابط أمريكي، ولد في 1 أكتوبر 1846 في فيلادلفيا في الولايات المتحدة، وتوفي في 3 يوليو 1908 في مونتيري في الولايات المتحدة.